# Kocaeli (circonscription électorale)
Pour les articles homonymes, voir Kocaeli.
La circonscription électorale de Kocaeli correspond à la province du même nom et envoie 14 députés à la Grande assemblée nationale de Turquie (11 entre 2011 et 2018, 13 entre 2018 et 2023).

## Composition
La circonscription de Kocaeli est divisée en 12 districts (ilçe). Chaque district est composé d'un chef-lieu et de municipalités (communes et villages).

## Résultats électoraux

### Élections législatives de 2018
| Partis                   | Partis                                        | Voix      | %     | Sièges | +/-           | Élus |
| ------------------------ | --------------------------------------------- | --------- | ----- | ------ | ------------- | --- |
|                          | Parti de la justice et du développement (AKP) | 585 313   | 48,29 | 7      |               | Fikri Işık, İlyas Şeker, Radiye Sezer Katırcıoğlu, Mehmet Akif Yılmaz, Sami Çakır, Cemil Yaman et Emine Zeybek |
|                          | Parti républicain du peuple (CHP)             | 243 828   | 20,12 | 3      | en stagnation | Fatman Kaplan Hürriyet, Haydar Akar et Tahsin Tarhan                                                           |
|                          | Parti d'action nationaliste (MHP)             | 137 708   | 11,36 | 1      | en stagnation | Saffet Sancaklı                                                                                                |
|                          | Le Bon Parti (İYİ)                            | 125 118   | 10,32 | 1      | Nv.           | Lüftü Türkkan                                                                                                  |
|                          | Parti démocratique des peuples (HDP)          | 89 162    | 7,36  | 1      | 1             | Ömer Faruk Gergerlioğlu                                                                                        |
|                          | Parti de la félicité (SP)                     | 26 436    | 2,18  | 0      | en stagnation | |
|                          | Parti patriote (VATAN)                        | 2 111     | 0,17  | 0      | en stagnation | |
|                          | Parti de la cause libre (HÜDA PAR)            | 1 889     | 0,16  | 0      | en stagnation | |
|                          | Indépendants (Ind.)                           | 500       | 0,04  | 0      | en stagnation | |
|                          |                                               |           |       |        |               | |
| Total                    | Total                                         | 1 212 065 | 100   | 13     | 2             | - |
| Inscrits / participation | Inscrits / participation                      | 1 336 401 | 89,71 |        |               | |

### Élections législatives de 2023
| Partis                   | Partis                                        | Voix      | %     | Sièges | +/-           | Élus |
| ------------------------ | --------------------------------------------- | --------- | ----- | ------ | ------------- | --- |
|                          | Parti de la justice et du développement (AKP) | 557 756   | 39,66 | 6      | 1             | Sadettin Hülagü, Radiye Sezer Katırcıoğlu, Veysal Tipioğlu, Mehmet Akif Yılmaz, Cemil Yaman et Sami Çakır |
|                          | Parti républicain du peuple (CHP)             | 336 806   | 23,95 | 4      | 1             | Mühip Kanko, Harun Özgür Yıldızlı, Hasan Bitmez et Nail Çiler                                             |
|                          | Le Bon Parti (İYİ)                            | 133 510   | 9,49  | 1      | en stagnation | Lüftü Türkkan                                                                                             |
|                          | Parti d'action nationaliste (MHP)             | 118 434   | 8,42  | 1      | en stagnation | Saffet Sancaklı                                                                                           |
|                          | Parti de la gauche verte (YSP)                | 81 741    | 5,81  | 1      | en stagnation | Ömer Faruk Gergerlioğlu                                                                                   |
|                          | Nouveau parti de la prospérité (YRP)          | 80 609    | 5,73  | 1      | Nv.           | Mehmet Aşıla                                                                                              |
|                          | Parti de la victoire (ZP)                     | 43 724    | 3,11  | 0      | Nv.           | |
|                          | Parti de la patrie (M)                        | 17 207    | 1,22  | 0      | Nv.           | |
|                          | Parti de la grande unité (BBP)                | 15 648    | 1,11  | 0      | en stagnation | |
|                          | Parti de la justice (AP)                      | 4 038     | 0,29  | 0      | Nv.           | |
|                          | Parti jeune (GP)                              | 3 947     | 0,28  | 0      | en stagnation | |
|                          | Parti communiste de Turquie (TKP)             | 2 230     | 0,16  | 0      | en stagnation | |
|                          | Parti patriote (VATAN)                        | 1 645     | 0,12  | 0      | en stagnation | |
|                          | Parti de gauche (SOL)                         | 1 526     | 0,11  | 0      | en stagnation | |
|                          | Parti de la justice et de l'unité (AB)        | 1 489     | 0,11  | 0      | Nv.           | |
|                          | Parti de la nation (MP)                       | 1 473     | 0,10  | 0      | en stagnation | |
|                          | Parti des travailleurs de Turquie (TIP)       | 1 351     | 0,10  | 0      | en stagnation | |
|                          | Parti de la route nationale (MYP)             | 927       | 0,07  | 0      | Nv.           | |
|                          | Parti des droits et libertés (HAK)            | 810       | 0,06  | 0      | en stagnation | |
|                          | Parti de libération du peuple (HKP)           | 641       | 0,05  | 0      | en stagnation | |
|                          | Mouvement communiste (TKH)                    | 559       | 0,04  | 0      | Nv.           | |
|                          | Parti de l'innovation (YP)                    | 307       | 0,02  | 0      | Nv.           | |
|                          | Parti de la mère patrie (ANAP)                | 39        | 0,00  | 0      | en stagnation | |
|                          | Parti de l'union du pouvoir (GBP)             | 22        | 0,00  | 0      | Nv.           | |
|                          |                                               |           |       |        |               | |
| Total                    | Total                                         | 1 406 439 | 100   | 14     | 1             | - |
| Inscrits / participation | Inscrits / participation                      | 1 516 293 | 91,55 |        |               | |